# Antoine Caron
Antoine Caron (Beauvais, 1521 - París, 1598) fue un pintor francés del Renacimiento, perteneciente al Manierismo de la llamada Escuela de Fontainebleau.

## Actividad artística
La personalidad de Antoine Caron fue la de un artista multidisciplinar, concepto muy propio del Renacimiento. Destacó como ilustrador, organizador de las fiestas de la Corte y, sobre todo, pintor, durante los reinados de Carlos IX y Enrique III. 
La vida y obra de Caron están muy ligadas a la Escuela de Fontainebleau, movimiento cultural iniciado por Francisco I con la importación del arte manierista italiano a suelo francés. Parece haber sido discípulo directo de Niccolò dell'Abbate y Francesco Primaticcio en la década de 1540. El artista siguió fielmente la línea marcada por estos maestros, cultivando un arte aristocrático, refinado, con algunas características bastante peculiares. Fue de hecho Antoine Caron uno de los pocos que logró sacar su nombre del anonimato que distingue en general a los artistas de Fontainebleau.
Si hay algo que singulariza su pintura, es la preferencia por los temas alegóricos, mitológicos o históricos, siempre con un matiz extravagante. Seguramente este tipo de obras eran demandadas y apreciadas en el ambiente cortesano en el que desarrolló su arte. En general, su estilo sigue de cerca la tendencia manierista florentina representada por artistas como Rosso Fiorentino o Salviati, cuyo trabajo debió conocer a través de sus maestros. Caron añade a este infujo un marcado gusto por lo inusual, sobre todo en cuanto a temática, y su dominio del paisaje y las arquitecturas ampulosas (quadratura); en este último aspecto se anticipará a algunas corrientes pictóricas del Barroco. Otro de los elementos más reconocibles de su estilo es el libre uso del color, con preferencia por los tonos tornasolados y ácidos y los contrastes cromáticos llamativos; todo ello dará como resultado una pintura caracterizada por su decorativismo.

### Obras destacadas

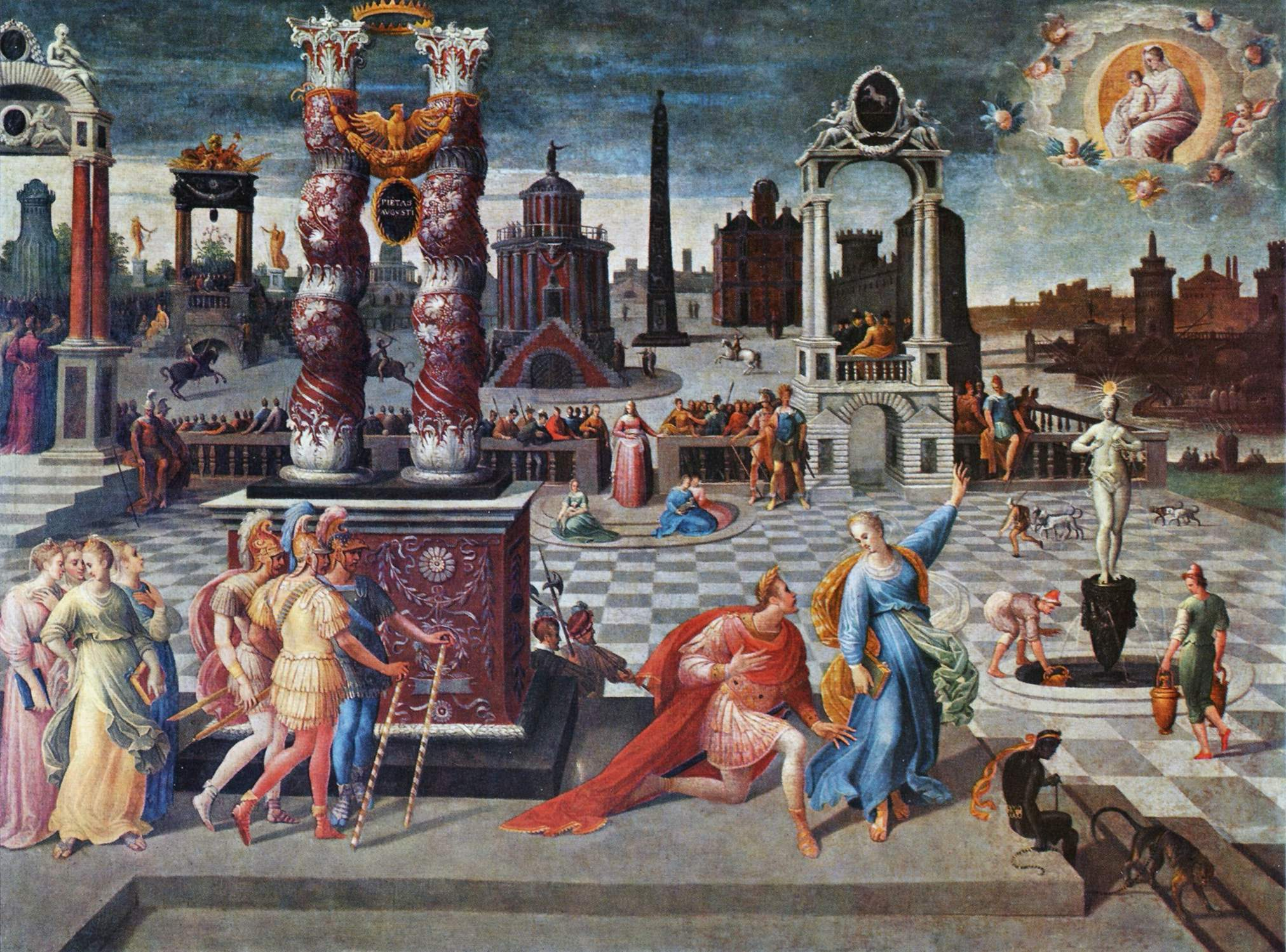
Augusto y la Sibila, Museo del Louvre.

- Retrato de dama, (Alte Pinakothek, Múnich), 1577. Es uno de los pocos ejemplos de su dedicación al género retratístico, a la vez que una de sus obras maestras. La mujer aparece representada con gran minuciosidad en lo referido al aspecto externo (especialmente el tocado y las joyas, descritas de forma casi microscópica), a la vez que con gran frialdad en su gesto y su mirada huidiza, que la aleja del espectador. Sigue Caron aquí la estela de los retratos de Bronzino para la corte medicea, exagerando la altivez aristocrática de la dama. Es uno de sus pocos cuadros firmados, con el monograma AC.[2]

- Augusto y la Sibila, (Museo del Louvre, París), circa 1575-80. El asunto representado alude a una profecía sobre Jesucristo revelada al emperador Octavio Augusto. Muestra perfecta del arte más ampuloso y manierista del autor, comenzando por lo oscuro del tema tratado, una leyenda de la Antigüedad pagana, temática muy del gusto de Caron. Las pequeñas figuras, movidas y nerviosas, como ráfagas de color, se insertan en un escenario grandioso que pretende recrear de forma exótica el mundo romano. Toda la pintura respira un ambiente irreal y artificioso.

- Torneo celebrado con motivo de la boda de Enrique II y Catalina de Médicis (Museo del Louvre). Se trata de un dibujo que muestra el dominio del artista de esta disciplina. La escena del torneo se encuentra encuadrada por una arquitectura decorada con figuras alegóricas. Es otro buen ejemplo del decorativismo y el horror vacui que preside muchas de las obras de Caron, dejando la escena histórica, que centra la composición, sometida al efecto general de grandilocuencia que transmite el marco.[3]